# دوري المقاطعات الشمالي الغربي 2008–09
دوري المقاطعات الشمالي الغربي 2008–09 هو موسم من دوري المقاطعات الشمالي الغربي. فاز فيه AFC Fylde ‏.